# 前向声明
在程序设计中，前向声明（Forward Declaration）是指提前声明，但还没有给出完整的定义的标识符(表示编程的实体，如数据类型、变量、函数)。

## 例子
一個簡單的C/C++例子：
```
void
 
printThisInteger
(
int
);

```

在C++中, 上行代码是一个函数的前向声明，也是该函数的原型。编译器处理该行源码后，允许程序员在随后的程序中引用函数printThisInteger; 不过程序员必须在某处提供这个被声明的函数的定义:
```
void
 
printThisInteger
(
int
 
x
)
 
{

   
printf
(
"%d
\n
"
,
 
x
);

}

```

在Pascal与其它Wirth型的编程语言中, 一般规则是所有实体必须在使用前被声明. C语言适用同样的规则, 但存在未声明的函数与不完备的数据类型这样的特例. 因此，C语言允许(虽然不够明智)实现一对互递归函数:
```
// 前向声明

int
 
second
(
int
);

int
 
first
(
int
 
x
)
 
{

   
if
 
(
x
 
==
 
0
)

      
return
 
1
;

   

   
return
 
second
(
x
-1
);

}

int
 
second
(
int
 
x
)
 
{

   
if
 
(
x
 
==
 
0
)

      
return
 
0
;

   

   
return
 
first
(
x
-1
);

}

```

在Pascal程序中, 同样的实现要求在first引用second前，必须有一个second的前向声明. 如果没有这个前向声明, 编译器将产生编译错误，指出标识符second未经声明即被使用.

## 前向引用
前向引用(英語：forward reference)有时被用作前向声明的同义词。但是，它更经常被用作一个实体在声明前即被实际使用; 例如, 上述代码中second第一次使用就是前向引用。因此，可以说在Pascal中, 前向声明是强制要求，前向引用是被禁止的.
C++中前向引用的例子:
```
class
 
C
 
{

public
:

   
void
 
mutator
(
int
 
x
)
 
{
 
myValue
 
=
 
x
;
 
}

   
int
 
accessor
()
 
{
 
return
 
myValue
;
 
}

private
:

   
int
 
myValue
;

};

```

在此例中，对myValue的两次引用早于它的声明. C++一般禁止前向引用, 但是允许在类成员的特殊场合下使用前向引用。因此，成员函数accessor不能被编译直到编译器获知成员变量myValue的类型, 编译器有责任记住accessor的定义直到它看到myValue的声明.
允许前向引用大大增加了编译器的复杂度与内存需求，并且使它不能成为一次通过型的编译器。